# Myoma Myint Kywe
Myoma Myint Kywe est un nom birman ; les principes des noms et prénoms ne s'appliquent pas ; U et Daw sont des titres de respect.
 (mai 2013).
Myoma Myint Kywe (birman မြို့မ-မြင့်ကြွယ် ; [mjo̰ mə-mjɪ̰ɴ tɕwɛ̀], aussi connu comme U Myint Kywe ; né le 14 avril 1960) est un écrivain et historien birman. (Myoma est honorifique et non une partie de son prénom.)

## Biographie
Il est instructeur en chef de la Soshiki Karaté Académie (Shōtōkan-ryū) à Rangoun, en Birmanie depuis 1978.  Certains karatékas l'appelaient « Karate Myint Kywe ». 
Il reçoit du gouvernement birman le Sarpay Beikman Manuscript Awards, premier prix dans la catégorie Belles-Lettres en 2003. En 2007, il est récompensé du Myanmar Culture and Fine Arts Literature Prize en 2005,,,.
Myin Kywe écrit environ 150 livres sur le bouddhisme, la culture, le karaté, la sociologie et l'éducation. 
Son père Myoma U Than Kywe (1924-1983) est un homme politique : en février 1947 il est avec le général Aung San l'un des leaders de la conférence de Panglong, qui ouvre la voie à la création de l'Union Birmane. Il fut président de l'All Burma Student's Union et membre du comité central exécutif de la Ligue anti-fasciste pour la liberté du peuple. 